# Jean de Renou
Jean de Renou, dit Renodœus, né à Coutances en 1568, mort vers 1620, est un médecin français originaire de Normandie. Il est connu pour être l'auteur d'un antidotaire de grande réputation en son siècle.

## Biographie
Il devient docteur en médecine à la faculté de médecine de Paris en 1588, d'autres sources indiquent 1598, mais il s'agirait  d'une « thèse pastillaire », c'est-à-dire d'une thèse où le soutenant offrait un pâté à chaque docteur de la faculté ou des pastilles à l'effigie du doyen pour devenir docteur-régent (le plus haut grade universitaire de l'époque).
Il acquiert une réputation d'excellence en matière médicale après la publication en 1608 de son traité en latin sur les remèdes Dispensarium Galenicum-Chymicum… et il devient médecin du Roi.
Il meurt en 1616 ou vers 1620.

## Travaux
Son ouvrage principal est :
- (la) Jean de Renou, Dispensatorium medicum, continens institutionum pharmaceuticarum : lib. V. De materia medica lib. III. Pharmacopeam itidem sive antidotarium varium & absolutissimum, vol. 5, Paris, apud Societatem Minimam, 1623 (lire en ligne).

La première édition latine est celle de Paris 1608. Les autres sont Francfort 1609 et 1615, Hanovre 1631, Genève 1645. Une traduction française de ses œuvres complètes parait à Lyon en 1626 et 1637, et une en anglais en 1657.
Jean de Renou a dû se défendre d'une accusation de plagiat, notamment d'avoir copié en partie la pharmacopée de Brice Bauderon (1539-1623). Il jouit d'abord d'une grande notoriété pour avoir rejeté nombre d'erreurs populaires sur les plantes et les minéraux. Mais sa réputation décline rapidement au XVIIIe siècle qui le considère comme un médecin polypharmaque, c'est-à-dire prescrivant trop de médicaments, pour la plupart inutiles, bizarres et coûteux.